# Кръглозъбчесто шапиче
Кръглозъбчестото шапиче (Alchemilla subcrenata) е вид растение, принадлежащо към семейство Розови. Включено е в списъка на лечебните растения съгласно Закона за лечебните растения.
Видът произхожда от Камчатка, но е разпространен и в Европа, включително България.